# DJ

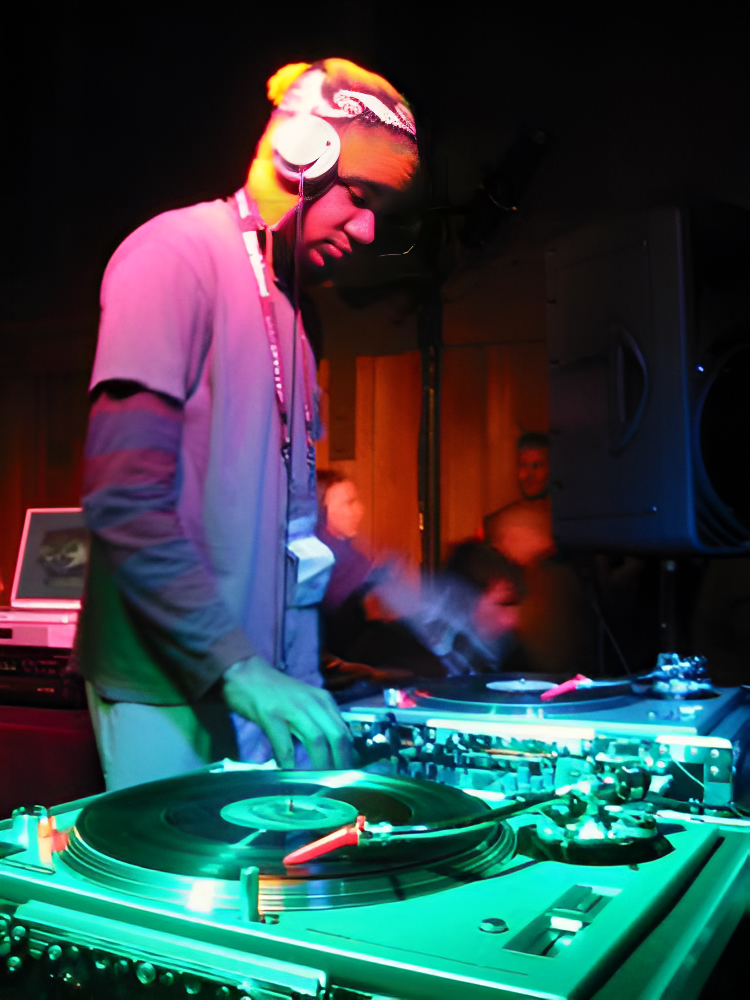
DJ Spooky mit den klassischen zwei Plattenspielern (2003)

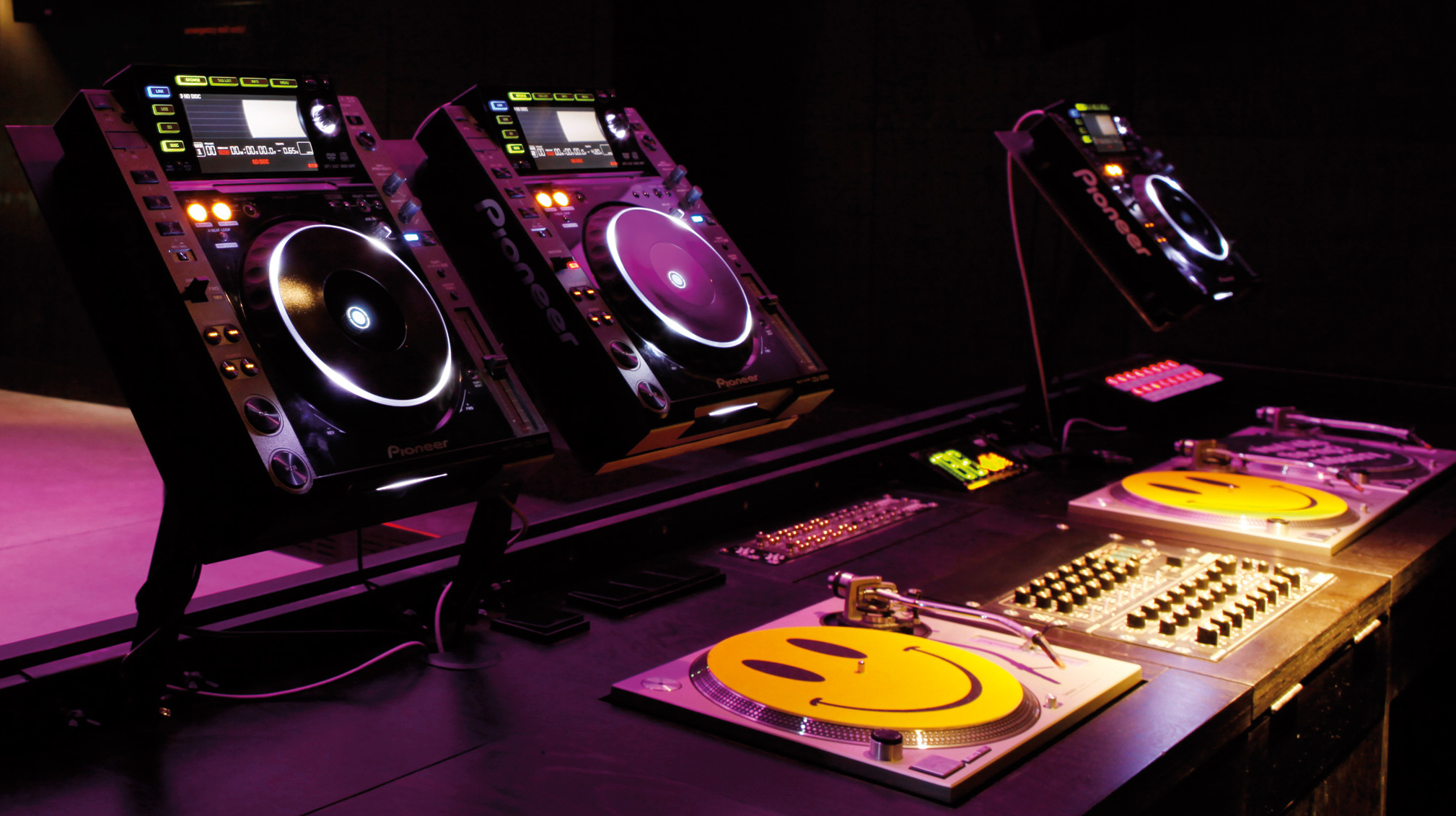
DJ-Kanzel des ehemaligen Techno-Clubs Bob Beaman, mit drei DJ-CD-Playern (oben), drei Analog-Plattenspielern und DJ-Mischpult

Als DJ [ˈdiːdʒeɪ] (Abkürzung von Discjockey bzw. Diskjockey), Kompositum aus Disc (Scheibe beziehungsweise „Schallplatte“) und Jockey (ursprünglich etwa Handlanger), wird eine Person bezeichnet, die auf Tonträgern gespeicherte Musik in einer individuellen Auswahl vor Publikum abspielt. Für die Tätigkeit wird der Begriff Auflegen (von Schallplatten auf das Abspielgerät, ursprünglich dem Plattenspieler) verwendet.
Für weibliche Discjockeys kam Mitte der 1990er Jahre in der Jugendsprache im deutschen Sprachraum das Neulexem DJane auf, das zum Teil von Musikerinnen kritisiert und als Bezeichnung zurückgewiesen wird. In der Schweiz wird manchmal der Begriff She-DJ verwendet.

## Begriff
Trotz gleicher Aussprache und Etymologie unterscheidet sich DJ vom jamaikanischen Deejay. Wie Discjockey sind auch die Begriffe Lightjockey (LJ), Visual Jockey (VJ) und Video Jockey (VJ), die die eng mit einer DJ-Performance verbundenen Tätigkeiten visueller Unterstützung bezeichnen, abgeleitet vom Wort Jockey.

## Geschichte

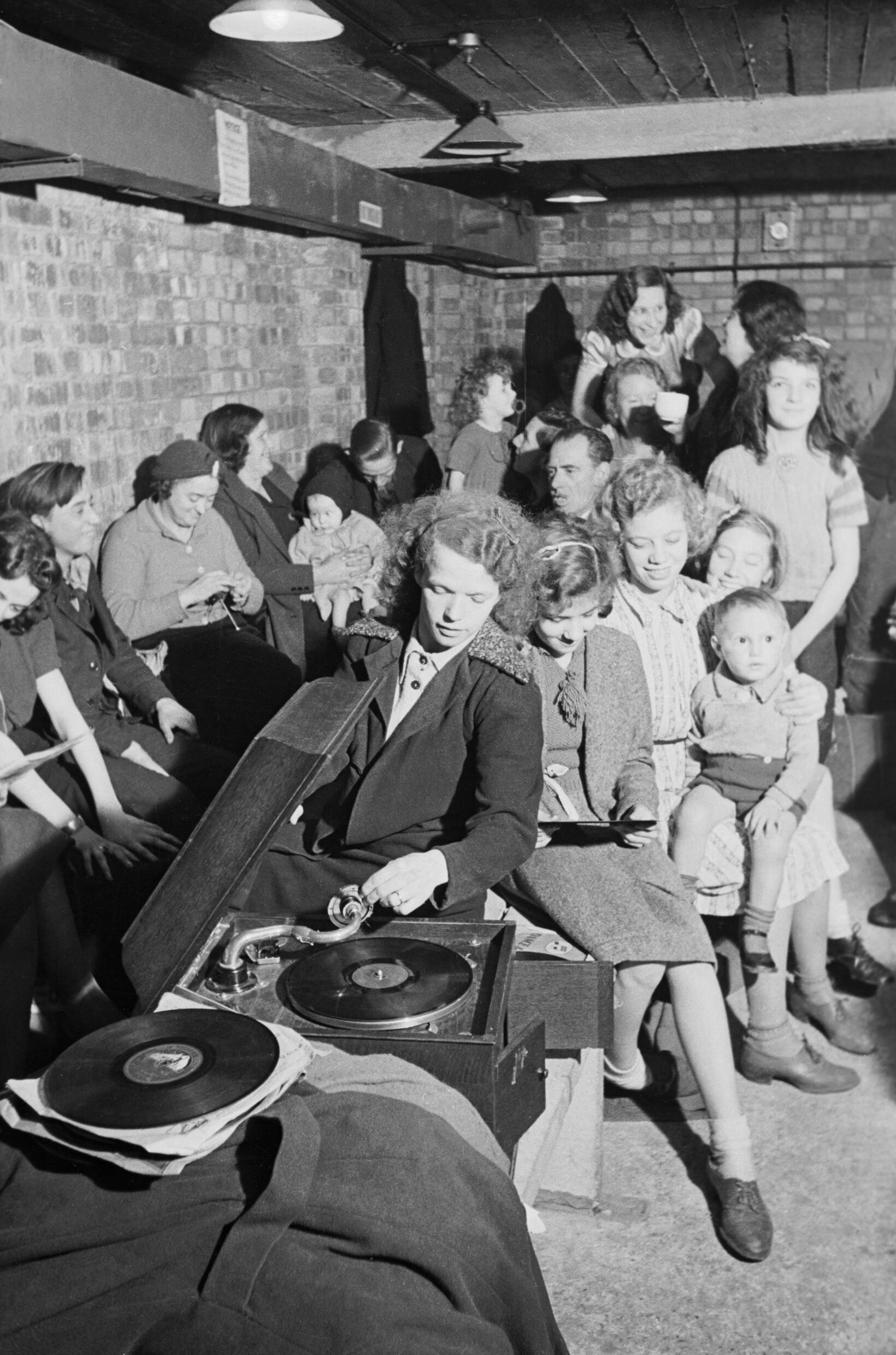
Eine junge Frau legt 1940 in einem Luftschutzbunker Musik auf

Discjockey (DJ) war ursprünglich die Bezeichnung für einen Rundfunkmoderator, der im Radio Tonträger präsentiert. Der Begriff wurde im Rahmen des Top40-Radios in den USA ab 1940 geprägt (siehe: Airplay), dehnte sich später durch Verlagerung auf andere Medien auch auf Fernsehmoderatoren und Diskothekenansager aus.
Bereits Weihnachten 1906 kam bei der ersten Radioübertragung an der amerikanischen Ostküste eine Schellackplatte zum Einsatz. Als erster Vollzeit-DJ gilt Elman B. Meyers in New York (1911), als erster Star-DJ ebendort Martin Block (um 1935). Radio-Discjockeys wie Alan Freed verhalfen um 1951 dem Rock ’n’ Roll zum Durchbruch. Freeds illegale Aktivitäten waren es, die die Anfälligkeit der Musikindustrie für jede Art von Bestechung aufdeckten. Freed war sowohl beim Cut In beteiligt als auch maßgeblich in die Payola-Affäre verwickelt.
Nach der Erfindung der Langspielplatte (LP) 1948 wurde aus Tonträgern ein kreatives Medium (John Cage: 33 1/3, 1969) und aus DJs ein Mythos der Popkultur (George Lucas: American Graffiti, 1973). Mit dem Discotrend der siebziger, dem Rap/Hip-Hop der achtziger und Techno der neunziger Jahre des 20. Jahrhunderts emanzipierten sich DJs als Klangkünstler (DJ-Culture) und Produzenten. Scratching, Sampling, Remixe und Computertechnik machten Tonträger zur beliebig veränderbaren Rohmasse für Metamusik. DJs wurden zu Stars (Sven Väth, Paul van Dyk), Experimentatoren (Coldcut) oder „Philosophen“ (DJ Spooky). Für die Musikindustrie sind die Discjockeys bei Radiosendern nach wie vor von großer Bedeutung, weil durch deren Programmgestaltung die Verkaufszahlen von einzelnen Musiktiteln bzw. Künstlern beeinflusst werden.

### DJs im Rundfunk
Die Entwicklung der DJ-Kultur nahm ihren Anfang mit dem Aufkommen von Musiksendungen im Rundfunk. Als einer der ersten gilt der Brite Christopher Stone, der 1927 bei der BBC eine Unterhaltungssendung mit Schallplatten startete. Einer der bedeutendsten Pioniere war der Amerikaner Alan Freed, der als erfolgreichster DJ der Rock-’n’-Roll-Ära gilt und den Begriff selbst entscheidend mitgeprägt hat.
Deutschlands erste Hörfunk-DJs waren z. B. Rudi Rauher, der bei der damaligen WERAG (Westdeutsche Rundfunk AG), später Reichssender Köln, dem Vorläufer des heutigen WDR, ein Vormittagsprogramm mit Schallplatten fuhr, die er selbst hinter dem Mikrofon auflegte. Nach dem Zweiten Weltkrieg waren es Günter Discher und der Engländer Chris Howland: Dieser legte einmal die Woche im Radio auf und ist auch heute noch unter seinem Spitznamen Mr. Pumpernickel bekannt. In den 1950er Jahren erklang seine Erkennungsmelodie Melody Fair von Robert Farnon aus dem UKW-Studio des WDR. Millionen Menschen saßen vor dem Radio und lauschten dieser beliebten Sendung, in der locker geplaudert wurde. Howland galt mit seiner natürlichen Art als Vorreiter; hunderte Funk-Disc-Jockeys folgten ihm im Laufe der Jahre.
Die damals „Großen“ im deutschsprachigen Bereich – mit Rundfunk- und teilweise auch Fernsehkarriere – waren neben Howland Camillo Felgen, Mal Sondock, Dieter Thomas Heck, Manfred Sexauer und der seit den 1980er-Jahren bis heute (2023) im Radio aktive Frank Laufenberg. Einer der weltweit bekanntesten und einflussreichsten Radio-DJs war der Brite John Peel.
DJs im Rundfunk gibt es heute noch bei Spezialsendungen. Bei 1 Live gab es vor ein paar Jahren den mittlerweile eingestellten Partyservice mit Piet Blank und Mike Litt. Der Dance-Sender sunshine live hat auch heute noch Sendungen, wo DJs wie Klubbingman und Felix Kröcher auflegen. Auch die Autorensendungen 1 Live Fiehe (Eins live; früher Raum und Zeit) und Schwarzmarkt (eldoradio) werden von DJs moderiert, wobei diese hier nur nach ihren eigenen Geschmäckern und nicht nach Redaktionsvorgaben auflegen.
Als „richtiger“ Discjockey beim Hörfunk galt eigentlich nur, wer seine Platten im Studio selbst auflegte. Dazu hatten z. B. die ARD-Anstalten spezielle Discjockey-Studios eingerichtet, in denen dem DJ ein Pult mit mindestens zwei Plattenspielern zur Verfügung stand und der Tontechniker lediglich unterstützende Arbeit leistete, bis in den 1980er Jahren die autarken „Selbstfahrerstudios“ (zuerst bei den privaten und kleineren Sendern und später auch beim österreichischen Hörfunk) aufkamen. In denen mischt der Radio-DJ die Musik ohne Techniker in das laufende Programm. Ebenso „fährt“ er dazu die Jingles, Drop-Ins, Pre- und Backseller.

#### Besondere Beispiele

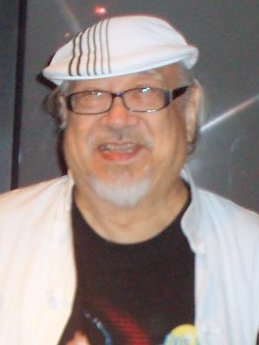
Uncle Ray, der lt. Guinness-Buch der Rekorde „ausdauerndste DJ der Welt“

- Der rumänische Radiodiscjockey Cornel Chiriac wurde von seinen Fans auch als der einflussreichste, bekannteste und gleichzeitig einsamste Radiodiscjockey der Welt bezeichnet.[7]
- Im Januar 2023 starb im Alter von 98 Jahren in Hongkong der im Guinness-Buch der Rekorde seit dem Jahr 2000 als der „ausdauerndste DJ der Welt“ aufgeführte Reinaldo Maria Cordeiro (* 1924 Hongkong), auch Uncle Ray.[8] Über seine mehr als 70 Jahre beim Radio interviewte er zahlreiche Stars wie Ella Fitzgerald, Elvis Presley oder Frank Sinatra, dazu Bands wie die Bee Gees und The Beatles.[9]

### DJs in Diskotheken
Definiert man eine Diskothek als einen Raum, in dem sich Menschen für Geld und zu Tanz-Zwecken von einem schallplattenauflegenden DJ mit aufgenommener Musik unterhalten lassen, so gab es die erste Diskothek im nordenglischen Leeds, und zwar bereits 1943. Hauptinitiator und DJ für den Abend war Jimmy Savile.

### Die frühen Jahre
Mitte der 1960er begannen die ersten DJs, sich von der Funktion des reinen Plattenauflegers zu emanzipieren. Hatten sie bis dahin ein Stück nach dem anderen aufgelegt und zwischendurch moderiert, war es insbesondere Terry Noel, der 1965 im Arthur in New York City auflegte, der begann, das musikalische Repertoire des DJs zu erweitern und selbst neue Musik zu schaffen. Noel begann, persönlich die Kontrolle über die Lichtanlage zu übernehmen, baute ein Soundsystem auf, das ihm erlaubte, einen Sound quer durch den Raum wandern zu lassen und begann sich bis dato unbekannte Freiheiten im Mixen von Stücken zu erlauben. Er legte mehrere Stücke übereinander, um neue Sounds zu kreieren und aus Schallplatten eine Musik zu erzeugen, die so nicht auf einer Schallplatte aufzufinden war.
In Deutschland gab es 1963 etwa zehn, 1965 bereits 50 (zum Teil reisende) DJs. Die erste berufsständige Organisation für DJs wurde 1963 in Aachen gegründet.
1971 grenzte sich der Musikredakteur im Jugendfunk des RiAS Kai Bloemer von DJs ab: „Diskjockeys sind eigentlich Menschen, die mehr oder weniger banale Äußerungen zu Platten machen.“

### DJs in der DDR
In der DDR wurden DJs zur Vermeidung des englischen Begriffes Diskjockey gesetzlich als Schallplattenunterhalter oder kurz als SPU bezeichnet. Es existierte jedoch auch die Bezeichnung Diskjockei. Es gab auf Grundlage der Anordnung über Diskothekveranstaltungen vom 15. August 1973 (Gbl. der DDR Teil I Nr. 38 vom 27. August 1973) frei- oder nebenberuflich tätige Schallplattenunterhalter. Jeder zukünftige SPU musste dazu einen Eignungstest bestehen und einen einjährigen speziellen Grundlehrgang mit anschließender staatlicher Prüfung bei dem dafür zuständigen Kreis- bzw. Stadtkabinett für Kulturarbeit durchlaufen. Anschließend wurde eine Spielerlaubnis erteilt. Nur der „staatlich geprüfte Schallplattenunterhalter“ durfte Tonträger vor einem größeren Publikum spielen und musste regelmäßig an Weiterbildungsveranstaltungen, sogenannten Monatskonsultationen, teilnehmen. Alle zwei Jahre erfolgte eine Neueinstufung durch die Einstufungskommission. Eine weitere Besonderheit in der DDR bestand in zahlreichen Vorschriften und Empfehlungen, zu deren Einhaltung der SPU verpflichtet war. Die wohl bekannteste Regelung der „Anstalt zur Wahrung der Aufführungs- und Vervielfältigungsrechte auf dem Gebiet der Musik“ (AWA) war die 60/40-Regelung, die SPU dazu verpflichtete, 60 Prozent der Programmfolge mit Musikproduktionen aus der DDR und dem sozialistischen Ausland zu gestalten. Zeitweilig waren SPU verpflichtet, vor jedem Auftritt Titellisten an die AWA einzureichen. Obwohl die SPU mit Kontrollen und Lizenzentzug rechnen mussten, sah die Praxis in den meisten Diskotheken anders aus. Ende der 1970er Jahre wurden in der DDR 6000 Schallplattenunterhalter gezählt. In den 1980er Jahren wurden die Begriffe „Diskotheker“ und „Disko-Moderator“ geprägt.

### Die Revolution der 1970er Jahre
In den 1970er Jahren, mit dem Aufkommen der Disco-Musik in den USA, veränderten sich bald die Techniken der DJs. Statt der Ansagen wurden rhythmische Elemente bestimmend, es entstanden die ersten Club-Mixe, die verlängerte Versionen der Songs waren. Die DJs begannen, die Beats der verschiedenen Songs mit derselben Geschwindigkeit, also kaum merklich, ineinanderzumixen, was in der Szene der Elektronischen Tanzmusik bis heute gängig ist.
Auch die Kultur des Hip-Hop hatte einen großen Einfluss auf diesen Wandel. Die Plattenspieler verwandelten sich vom bloßen Abspielgerät zum Musikinstrument, der Backspin und das Scratching entwickelten sich zu neuen Möglichkeiten in der DJ-Technik, die maßgeblich die neuen Musikrichtungen beeinflussten. Der Backspin bietet z. B. die Möglichkeit, eine einzige rhythmische Passage beliebig oft zu wiederholen, so dass Plattenspieler als günstige Alternative zu Samplern eingesetzt werden können.

## Tätigkeitsfelder

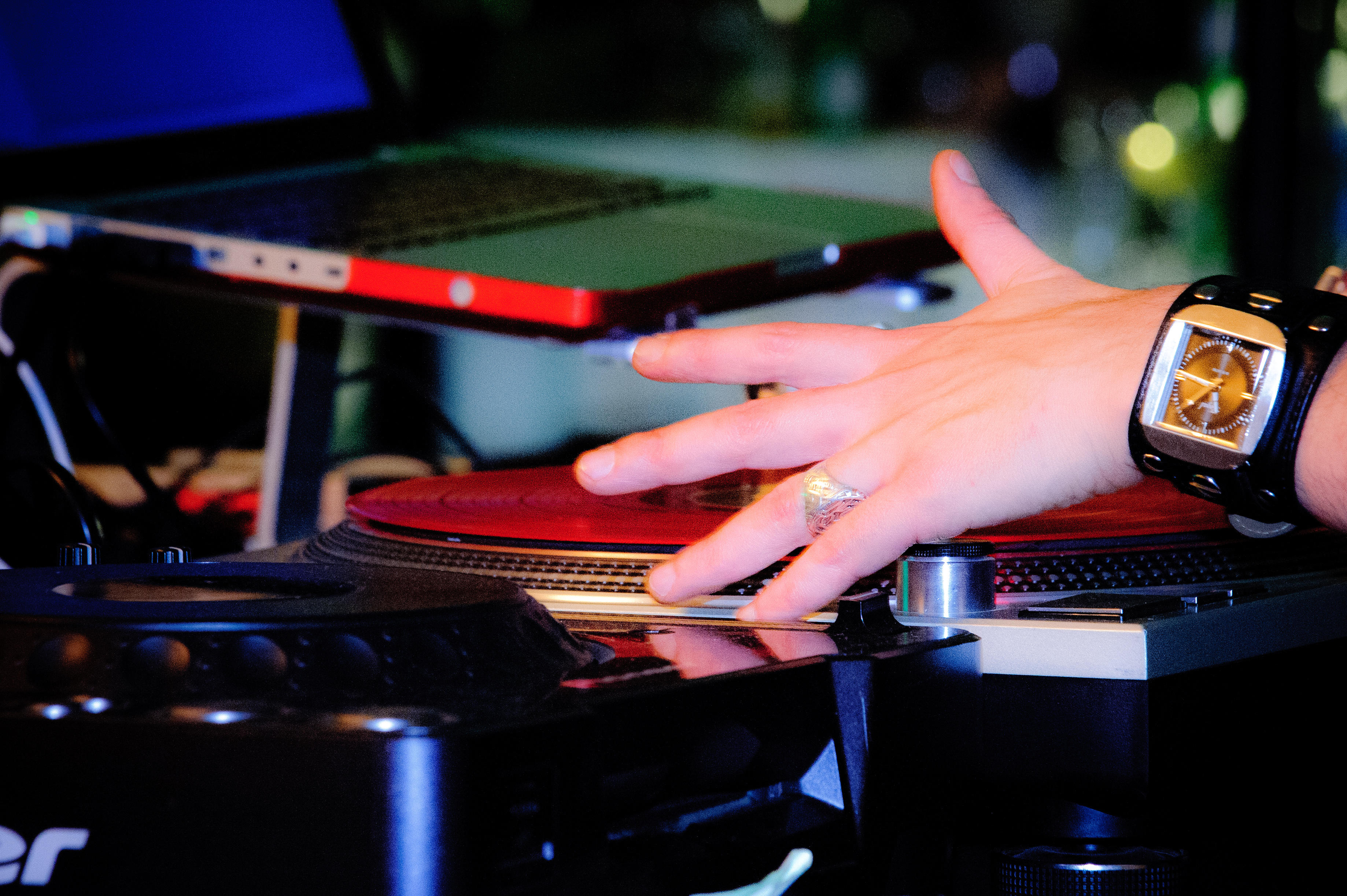
DJ Ipek Ipekcioglu

### Aufgaben
Die Aufgaben eines DJ sind vielfältig und unterscheiden sich je nach Musikgenre und Arbeitsstelle erheblich. Es gibt einerseits den klassischen Pop-DJ, wie man ihn aus Radiosendungen und Discos kennt. Er verdient oft seinen Lebensunterhalt mit dieser Tätigkeit und spielt Musik, je nach Geschmack des Publikums, aus einem breiten Spektrum von Genres und kennt im Idealfall die Charts der letzten Jahre.

### Pop-DJ
Die Hauptaufgabe des Pop-DJ ist es, dem Publikum angenehme Musik zu bieten und es gut zu unterhalten. Daher legt er großen Wert darauf, eine ausgewogene Mischung beliebter Musik zu spielen und zu jeder Platte eine möglichst passende Folgeplatte zu finden, die sein Programm interessant hält. Technisch gesehen beschränkt sich seine Arbeit darauf, rechtzeitig die nächste Platte parat zu haben und einen fließenden Übergang zu dieser zu gestalten. Doch wichtiger als das technische Können ist bei diesem DJ-Typ die Fähigkeit, den Geschmack des Publikums zu treffen bzw. die Stimmung des Publikums zu beeinflussen.

### Event-DJ
Dieser spezielle DJ-Typ entstand aus den zuletzt gestiegenen Ansprüchen von Sport-, Geschäfts- oder Lifestyleveranstaltungen. Neben einer guten Moderation will das Publikum durch angepasste und an die Dramaturgie der Veranstaltung ausgerichtete Musik animiert und begleitet werden. Im Gegensatz zu einem Pop-DJ ist der Event-DJ nicht alleiniger Unterhalter, sondern agiert in enger Zusammenarbeit mit dem Moderator und den verschiedenen Protagonisten einer Veranstaltung. Der Event-DJ nimmt die Stimmung der Akteure, des Publikums und der Gäste auf und kann mit Hilfe einer umfassenden Musikauswahl thematisch und situationsangepasst auf das Veranstaltungsgeschehen eingehen und die Emotionen der Zuschauer verstärken. Die Besonderheit des Event-DJs ist die Arbeitsweise. Neben der notwendigen Fähigkeit, den musikalischen Geschmack der Zuschauer erkennen und Platten auflegen zu können, arbeitet er zusätzlich mit zugeschnittenen Musikjingles, die passend zu den Ereignissen eingespielt werden. Dabei handelt es sich um vorproduzierte Ausschnitte von Liedern, die das Publikum entweder zum Mitklatschen, Mitsingen oder Mittanzen animieren sollen und vom Event-DJ schnell und auf die Situation abgestimmt eingespielt werden können. Besonders im Bereich von Sportereignissen findet der Event-DJ aufgrund der flexiblen Arbeitsweise und der an das Veranstaltungsgeschehen ausgerichteten Musikauswahl sein Hauptaufgabengebiet; ideal dafür sind Sportarten mit häufigen kürzeren Unterbrechungen wie z. B. Rugby oder Beachvolleyball.
Eine besondere Form des Event-DJs ist der Hochzeits-DJ. So ist seit Anfang 2005 zu beobachten, dass sich diese nicht mehr nur mit der musikalischen Unterhaltung der Hochzeitsgesellschaft beschäftigen, sondern auch einen großen Teil der Planung übernehmen. Die enge Verbundenheit der DJs mit Besitzern entsprechender Lokalitäten, Tontechnikern, Event-Fotografen und Caterern hat dazu geführt, dass Hochzeits-DJs als eine Art Vermittler zwischen den Branchen und ihren Kunden, dem Hochzeitspaar auftreten können. Dadurch ergeben sich für diese im Speziellen besondere finanzielle und organisatorische Vorteile. Zudem ist die Unterhaltung einer Hochzeitsgesellschaft immer auch eine delikate Aufgabe, geht es hier doch neben der Moderation und Unterhaltung auch stets darum, die Stimmung zu lenken, die Gäste und deren Einlagen sowie den Ablauf der Hochzeitsfeier individuell zu planen und zu lenken. Die besondere Herausforderung ist dabei, flexibel und spontan reagieren zu können sowie als DJ selbst dabei im Hintergrund zu bleiben.

### DJ-Team
Ein DJ-Team besteht meist aus zwei Personen, welche sich oft speziell dafür einen bestimmten Team-Namen geben, während sie als „Solokünstler“ ihre individuellen Namen trotzdem behalten. Der Vorteil (für Veranstalter, Publikum & DJ) hierbei ist, dass sich beide gegenseitig antreiben. Weiterhin kann ein breiteres Spektrum an Musikstilen gespielt werden, weil jeder seinen eigenen individuellen Geschmack besitzt. Die Art der Performance entwickelt sich nach gewisser Zeit. Einige mögen es lieber in Blöcken zu spielen. Dabei wechseln sich die DJs nach 3–5 Titeln ab. Bei einem perfekten Zusammenspiel bedienen jedoch beide gleichzeitig die Regler.

### DJs spezieller Musikrichtungen
Einen anderen Typ DJ findet man auf Techno-, House-, Goa- oder Jungle-Partys, sowie in einigen nicht-elektronischen Musikrichtungen wie Salsa und Jazz: Er ist Spezialist für einen bestimmten Musikstil. Dieser DJ zielt darauf ab, die hypnotische Wirkung der von ihm gespielten Musik durch ein fließendes Ineinandermischen von einzelnen Tracks zu maximieren.
Als Referenzschallplattenspieler werden von vielen Vinyl-DJs die seit den 70er-Jahren produzierten Plattenspieler von Technics angesehen, die wegen ihrer Haltbarkeit und der hohen Qualität bei DJs sehr beliebt sind.

### DJs des Turntablism und Hip-Hop
Wieder ein völlig anderer Typus von DJ ist vor allem im Umfeld des Hip-Hop (und Nu Metal), besonders des sog. Turntablism zu finden – die Grenzen sind fließend. Hier wird das Auflegen vor allem als kreatives Ausdrucksmittel angesehen und viel Wert auf technische Beherrschung des Instruments Plattenspieler gelegt. Besonders Beatjuggling und Scratching stehen hoch im Kurs. Die DJ-Tätigkeit ist ein zentraler Bestandteil der Hip-Hop-Kultur und gilt als eines der vier Elemente des Hip-Hops (DJing, MCing, B-Boying und Writing).
Ein wichtiger Faktor der Motivation der DJs in diesem Bereich ist der Wettbewerb (Competition). Auf sogenannten DJ-Battles treffen sich DJs, um unter den Augen einer Jury ihr Können zu beweisen. Eine rege Szene beschäftigt sich damit, selbst aufgenommene Mixes, Cuts und Scratches über das Internet auszutauschen und sich untereinander zu messen.
Bei Hip-Hop-DJs ist es üblich, die Plattenspieler um 90 Grad nach links gedreht, also mit dem Tonarm hinten, aufzustellen, damit der Tonarm beim Scratchen nicht stört. Dieses wird üblicherweise als Battle-Mode bezeichnet.

### Resident-DJs
Ein Resident-DJ (englisch resident „Bewohner“, „Anwohner“) oder Stamm-DJ spielt regelmäßig in einer bestimmten Diskothek bzw. einem Club, bei einer bestimmten Veranstaltungsreihe oder bei einem bestimmten Rundfunk-Sender. Residents prägen einen Club oder eine Veranstaltungsreihe maßgeblich mit und sorgen damit für Publikumsbindung. In Clubs spielen die Residents oft vor und nach den eingeladenen, als Headliner bezeichneten bekanntesten DJs des Abends.

## Technik und Techniken

### Technik

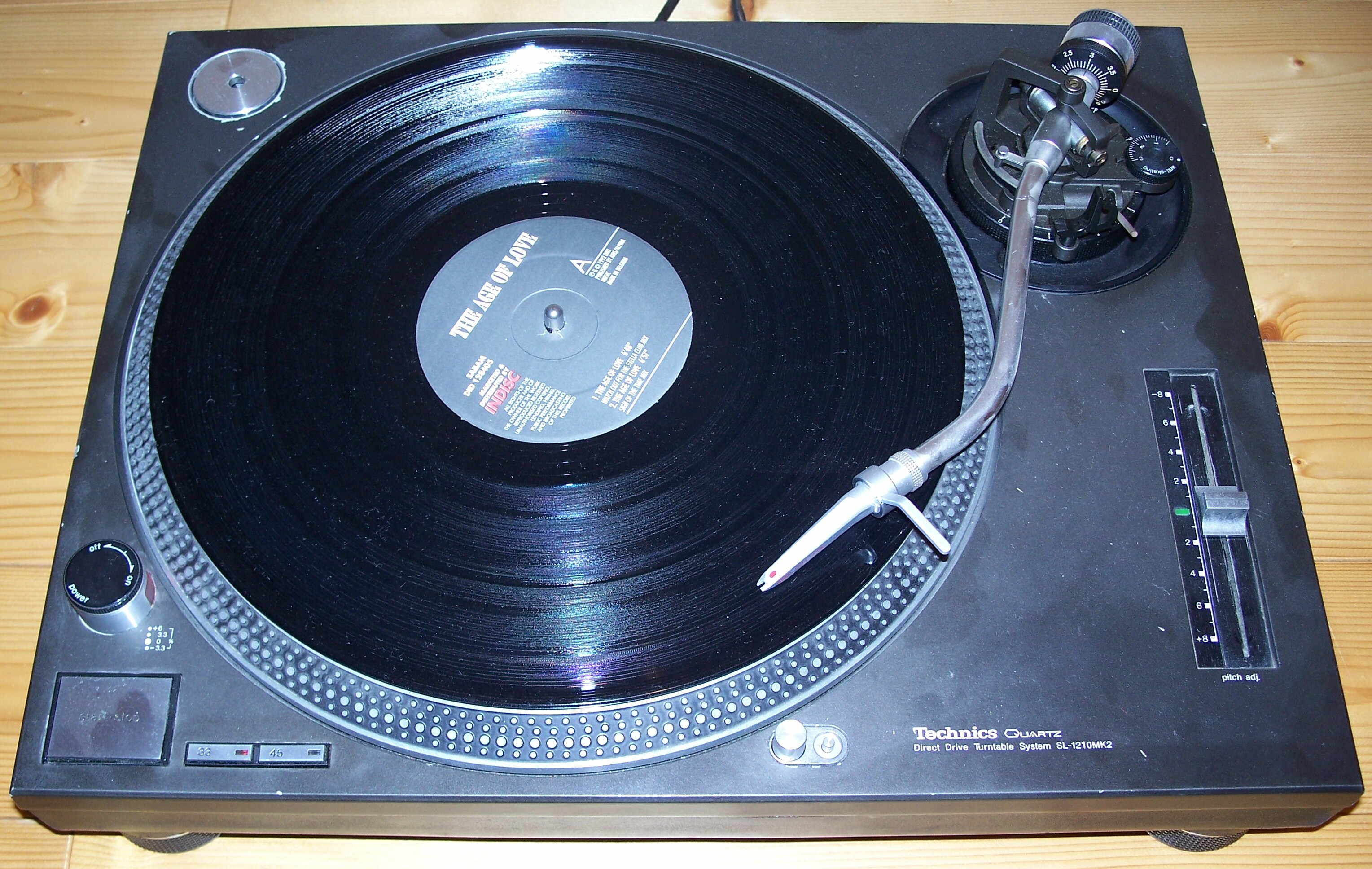
Der SL-1210 MK2 von Technics, der weltweit meistgenutzte Profi-Plattenspieler

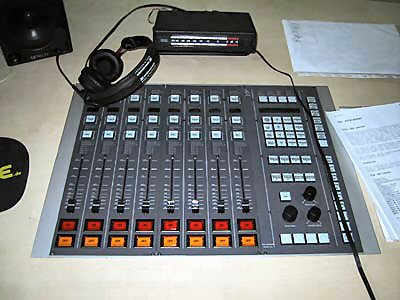
Das Mischpult RM4200D von DHD-Audio, wie es im Broadcast-Sektor zum Einsatz kommt

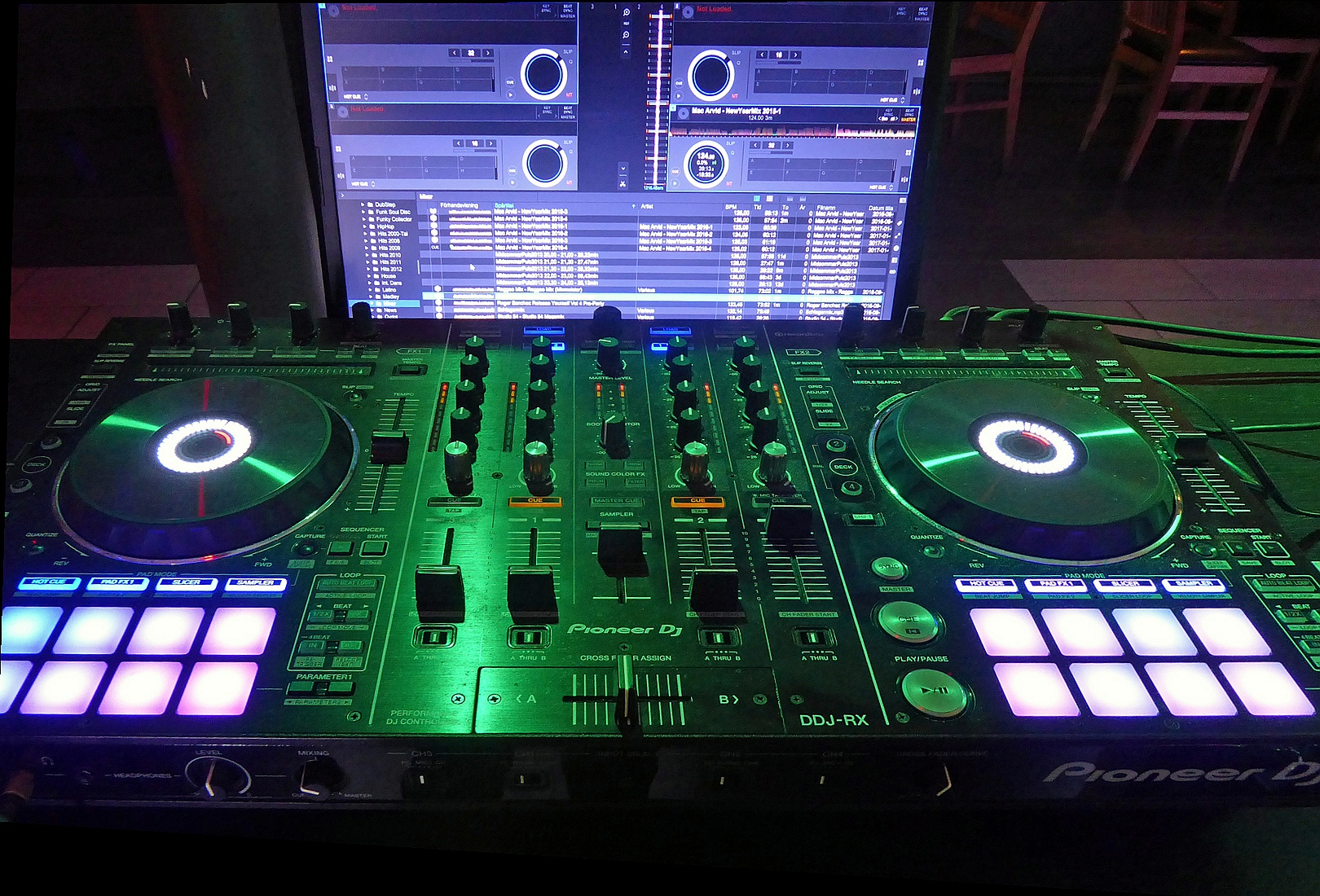
Ein digitaler DJ-Controller von Pioneer DJ steuert einen Computer mit einer Mixing-Software

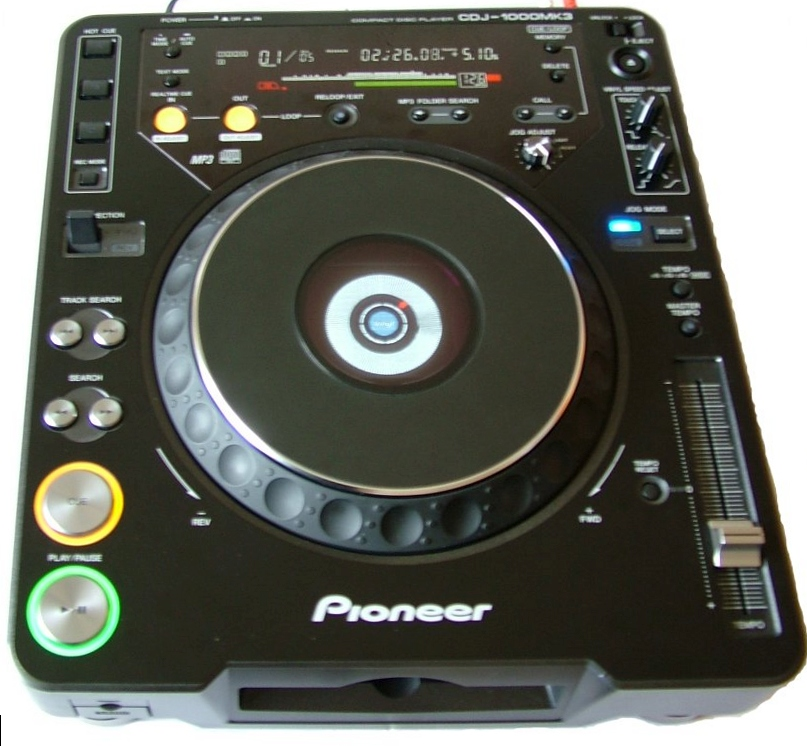
CD-Player von Pioneer

Die wichtigsten Werkzeuge des DJ sind Musikabspielgeräte wie Plattenspieler, Musik-Player oder auch Laptop und Controller und das Mischpult. Wie alle Plattenspieler für den DJ-Bereich sind sie pitchbar (d. h. die Geschwindigkeit ist stufenlos verstellbar), bei Technics in einem Bereich von −8 bis +8 % (etwas mehr als ein Halbton). Durch Veränderung der Geschwindigkeit wird auch zwangsläufig die Tonhöhe des Musikstücks verändert. Durch den kräftig motorisierten Direktantrieb sind die Geräte in der Lage, eine abgebremste Platte in kurzer Zeit wieder auf die eingestellte Geschwindigkeit zu beschleunigen. Diese Eigenschaften sind für einen professionellen DJ unentbehrlich.

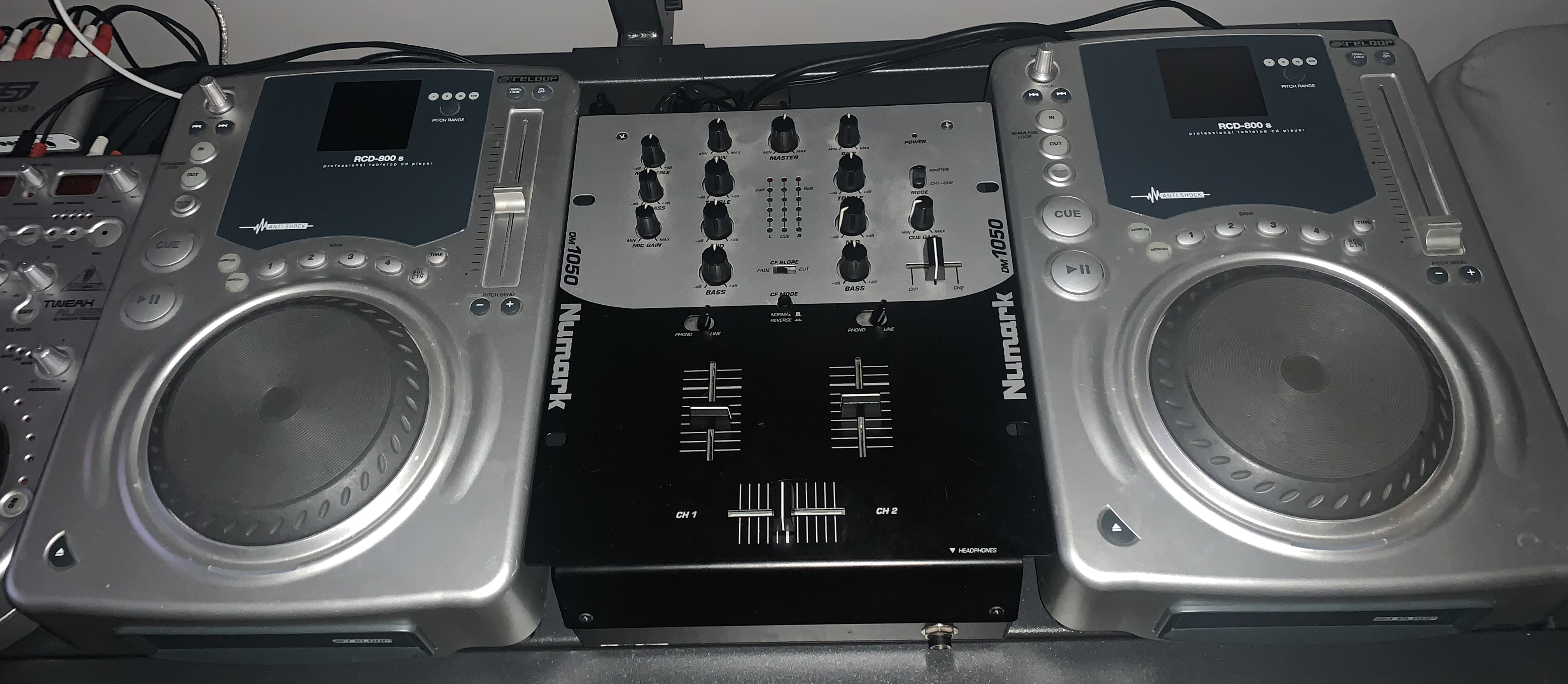
Reloop RCD-800S mit Numark DM1500

Mit der Zeit wurden immer mehr digitale Medien wie CD sowie später (bzw. mittlerweile hauptsächlich) PC, bzw. Laptop von DJs eingesetzt. Dies fing in den 2000er Jahren unter anderem mit den CDJ-Playern von Pioneer an, die auf Musik von CDs zurückgreifen können. Später erschienen immer mehr Computerprogramme, welche mittels DJ-Controller gesteuert werden können.
Mittels Digital Vinyl System lassen sich auch so genannte Timecode-Schallplatten zur Steuerung verwenden. Traktor Scratch, VirtualDJ, Final Scratch oder Rane Serato Scratch sind wichtige Vertreter dieser Spielart. Die Hersteller von DJ-Bedarf forschen auch verstärkt an CD-Spielern, die immer mehr die Eigenschaften von Plattenspielern teilen. So gibt es inzwischen scratchfähige CD-Spieler wie den Vestax CDX-05, der z. B. einen Vinyl-Filter enthält, mit dem CDs wie alte Platten klingen sollen. Aber auch der Wandel hin zu MP3 wird für die DJs weiterentwickelt. So erschienen reine MP3-Player wie der Cortex HDTT-5000 & der Denon DN-HD2500, die ohne mechanische Verschleißteile auskommen. Diese Art der MP3-Player sind zusätzlich mit Sampler, Effekt-Prozessor und weiteren Funktionen ausgestattet, dass sie viele Aufgaben eines Mischpultes übernehmen können.
An den Mischer werden von DJs besondere Anforderungen gestellt, die allerdings je nach Mixstil (und damit meistens auch musikabhängig) deutlich variieren. Eine Vorhörmöglichkeit ist unabdingbar. Allgemein erwünscht sind auch leichtgängige Fader und wegen der hohen Abhörlautstärke Rausch- und Störarmut. Bekannte Mixer sind die DJM-Serie von Pioneer, die Xone-Serie von Allen&Heath und bei den Hip-Hop-Mixern die PMC-Serie von Vestax, HAK von Ecler oder die TTM-Serie von RANE.
Bei Techno und House wird Wert auf einen sauber frequenzdiskriminierenden Equalizer gelegt, so dass beispielsweise eine Bassdrum komplett ausgeblendet werden kann. Der Standard ist hierbei der 3-Band-Equalizer (Bässe-Mitten-Höhen). Der Hersteller Allen&Heath hat hierbei mit dem X:one 62 den ersten DJ-Mixer auf den Markt gebracht, welcher auch ein 4-Band-Equalizer (Bässe-Tiefe Mitten-Hohe Mitten-Höhen) hat, die normalerweise nur im Profisegment verbaut werden. In diesem Bereich sind Mixer mit recht vielen Features – wie beispielsweise einem Beatcounter bzw. eingebauten Effektgeräten – gefragt. Zudem wird vereinzelt der Rotary Mixer verwendet. Es sind von Grund auf sehr einfache Mischpulte, die sich allerdings von der Soundqualität deutlich von der Konkurrenz abheben. Sie sind zudem auch von der Ausstattung auf dem Niveau der 1970er und 1980er Jahre, der entscheidende Unterschied besteht darin, dass Rotary Mixer nicht wie im Allgemeinen Fader (Schiebregler) haben, sondern meist große Drehregler (daher auch Rotary = rotierend). Man hat dadurch einen längeren Weg und somit auch mehr Spiel für einen weichen Übergang.

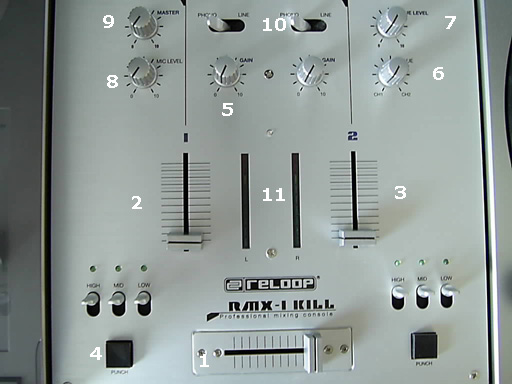
Einfacher Mixer mit dem wichtigen Crossfader (quergelegter Schieberegler ganz unten)

Beim Hip-Hop ist dagegen wichtig, dass der Mixer robust ist und möglichst wenig Verschleiß zeigt. Die Hip-Hop-Mixer werden im Allgemeinen als Battle-Mixer bezeichnet, da das Scratchen, Juggeln usw. aus dem Turntablism kommt, wobei zwei DJs im Battle genannten Duell gegeneinander scratchen. Bis vor wenigen Jahren hat man den Equalizer vernachlässigt, womit fast alle älteren Battle-Mixer nur ein 2-Band-Equalizer (Bässe-Höhen) besitzen. Der Trend bei den neueren Battle-Mixer geht seit ca. 2–3 Jahren dahin, dass der Equalizer nicht mehr mit Drehpotis, sondern mit Schiebepotis ausgestattet ist. In der oberen Preisklasse gibt es vor allem bei den Crossfader immer neuere Entwicklungen, da es das meistgenutzte Instrument am Battle-Mixer ist. Es gibt hier einmal die mechanischen und die digital-elektronischen Fader. Die mechanischen Fader sind im Normalfall nach intensivem Gebrauch nach einigen Monaten verschlissen, wobei es hierbei sehr große Unterschiede von Hersteller zu Hersteller gibt. Die elektro-digitalen Fader sind im Normalfall erst in der Klasse ab 500 € zu finden. Sie zeichnen sich dadurch aus, dass sie meist einen geringeren Widerstand besitzen und durch den beinahe verschleißfreien Betrieb eine deutlich längere Haltbarkeit haben. Hierbei sind die Technologien von Hersteller zu Hersteller unterschiedlich, viele Hersteller geben meist eine extra Garantie auf ihre Crossfader, der Hersteller Ecler gibt beispielsweise auf seine Eternal Fader fünf Jahre Garantie oder 20 Millionen Zyklen.
Die neueste Technik sind DJ-Controller, die einem Verbund aus zwei Playern und einem Mischer zum Verwechseln ähnlich sehen, aber nur deren Bedienelemente und keine eigene Technik aufweisen. Derartige Controller sind Fernbedienungen für Computerprogramme und können somit auch nur gemeinsam mit einem Computer betrieben werden.

### Techniken

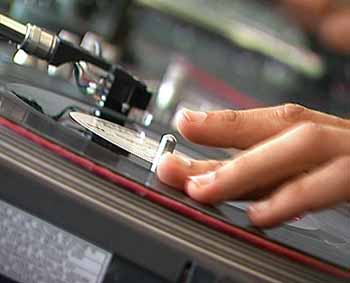
Scratchen

- Backspinning – das Zurückziehen oder -drehen einer Platte
- Beatjuggling – die Benutzung einer Platte als Rhythmuseinheit
- Beatmatching – das Synchronisieren zweier Platten
- Scratching – die Benutzung einer Platte als Solo-Instrument

## Rechtliches
In Deutschland zahlen Techno-DJs als Künstler einen verringerten Umsatzsteuersatz, wenn ihre Arbeit als „Konzert“ eingestuft werden kann.
Ein Diskjockey, der lediglich ein Musikprogramm zusammenstellt, weitgehend unverändert abspielt und dazu verbindende Texte spricht ist kein Künstler im Sinne der Künstlersozialversicherung. Er wird auch nicht dadurch zum Künstler im Sinne des Gesetzes, dass er ein professionelles Mischpult benutzt, mit dem er Tonlage, Tonhöhe, Tempo und Takt verändern und zusätzliche Effekte wie Echo, Chor oder Hall einspielen kann. Solange es sich im Schwerpunkt um eine technische Arbeit handelt, sind die Voraussetzungen „Musik schaffen“ oder „Musik ausüben“ nicht erfüllt.

## Hörspiele
- DJ killed the Popstar, WDR-Hörspiel, 2016